# 八剌失里
八剌失里（蒙古语：Balaširi），是元朝皇族，忽必烈玄孙，真金太子的曾孙，晋王甘麻剌之孙，迭里哥儿不花的儿子。

## 生平
他祖父甘麻剌受命统辖蒙古高原。至大四年（1311年）迭里哥儿不花因投下领地获封湘宁王，至治三年（1323年）退隐后，八剌失里继承了湘宁王位。
当八剌失里的伯父也孙铁木儿即位为泰定帝后，他作为近亲皇族受到重用。泰定元年（1324年）三月，也孙铁木儿长子阿速吉八被立为皇太子，次子八的麻亦儿间卜被封为晋王（统辖蒙古高原），侄子八剌失里则受命出镇鄂尔多斯高原的察罕脑儿。这一安排被推测是试图恢复忽必烈时期的“三大藩王”体制——皇太子真金、安西王忙哥剌、北平王那木罕分别治理要地，对应阿速吉八、八剌失里、八的麻亦儿间卜的角色。
泰定三年（1326年）正月，八剌失里一度被调往“兀鲁思部”（可能指蒙古高原），但同年四月即返回阿难答旧地。十一月，朝廷赐其钞3000锭；泰定四年（1327年），他再次受命镇守察罕脑儿。
致和元年（1328年）七月，泰定帝也孙铁木儿驾崩，早已不满晋王甘麻剌家族统治的钦察军阀燕帖木儿在大都拥立元武宗之子图帖睦尔（元文宗），上都则拥立皇太子阿速吉八，双方爆发“天历之变”内乱。同年（天历元年）十月，战乱消息传至八剌失里镇守的甘肃、陕西行省，当地官员宣布支持上都派，逮捕大都派使者并押送至上都。八剌失里联合汪古部首领（赵王）马札罕、诸王忽剌台进攻山西，冀宁路吏民遭屠戮掠夺。大都派命万户和尚率军反击，虽招募民兵激战，最终冀宁路仍被上都派控制。
然而同月中旬，上都派遭辽东赶来的齐王月鲁帖木儿攻击溃败，内乱以大都派胜利告终。数日后，八剌失里率军北上至马邑时被元帅也速答儿俘获，其部众掳掠的千余男女百姓也被没收。上都派失败后，八剌失里的王傅府被解散；十二月，其党羽火儿忽答等十三人被处决，陕甘地区的统治权随之终结。

## 世系
- 世祖忽必烈(Qubilai Qaγan，قوبيلاى/Qūbīlāī)
  - 皇太子真金(Činkim，چيم كيم/Chīm kīm)
    - 晋王甘麻剌(Kammala，كملا/Kamalā)
      - 泰定帝也孙铁木儿(Yesün Temür，ییسون تیمور/Yīsūn tīmūr)
        - 天順帝阿速里八(Razibaγ)
        - 晋王八的麻亦儿间卜(Padmargyal po)
        - 小薛(Söse)
        - 允丹藏卜(Yondan zhangbu)

      - 梁王松山(Sungšan，جونگشای/jūngšāī)
        - 梁王王禅(Ongšan)
          - 雲南王帖木儿不花(Temür buqa)

      - 湘寧王迭里哥儿不花(Delger buqa，دلگربوقا/delger būqā)
        - 湘寧王八剌失里(Balaširi)